# Hans Peter Poulsen
Hans Peter Poulsen (født 16. januar 1973 i Maniitsoq) er en grønlandsk embedsmand, konsulent og politiker for Siumut. Han var minister for boliger og infrastruktur fra september 2023 til april 2025 i Regeringen Múte Bourup Egede II.

## Opvækst og uddannelse
Poulsen er født og opvokset i Maniitsoq hvor hans opvækst var præget af natur, fangst og fiskeri. Hans far er fanger og hans mor er pædagog.
Poulsen er kandidat i administration (cand.scient.adm.) fra Grønlands Universitet (Ilisimatusarfik). Han har også studeret ved McGill University i Montreal.

## Erhverv
Han var konsulent for Tele Greenland 2000-2004. Poulsen har haft adskillige bestyrelsesposter i foreninger, blandt andet i Grønlands Håndbold Forbund, og virksomheder, blandt andet i KNR og KNI.
Før Grønlands kommunalreforms ikrafttræden i 2018 var Poulsen konsulent for den nydannede Kommune Qeqertalik og deltog også ved delingen af Qaasuitsup Kommunia. Per 1. december 2017 blev han administrerende direktør i Kommune Qeqertalik, en stilling han beholdt til slutningen af oktober 2019. Herefter var han konsulent for Siumut i Inatsisartut.
Hans Peter Poulsen er ansat som direktør i medievirksomheden Kalaallit Nunaata Radioa (KNR) fra 1. maj 2025.

## Politisk karriere
Ved kommunalvalget 2021 stillede Poulsen op for Siumut i Kommuneqarfik Sermersooq. Han fik 63 stemmer hvilket ikke nok til at blive valgt. Ved det samtidige valg til Inatsisartut fik han 84 stemmer. Nikkulaat Jeremiassen havde indtil 5. oktober 2021 været stedfortræder i Inatsisartut for Kim Kielsen som havde orlov, men fratrådte fordi han var blevet valgt til formand for fisker- og fangerorganisationen KNAPK. Derfor blev Poulsen i stedet ny stedfortræder for Kielsen i Inatsisartut i en periode fra den 6. oktober 2021.
Poulsen indtrådte igen i Inatsisartut 6. april 2022 som en af fire stedfortrædere for medlemmer af Siumut som var indtrådt i Regeringen Múte Bourup Egede II. Samme dag blev han valgt til formand for Inatsisartuts Finans- og Skatteudvalg.
Hans Peter Poulsen var formand for Siumut i Nuuk fra 26. maj 2022 til 26. februar 2023. Han blev organisatorisk næstformand i Siumut 30. juli 2023.
Han indtrådte i Naalakkersuisut som minister for boliger og infrastruktur ved en regeringsrokade i Regeringen Múte Bourup Egede II 25. september 2023. Han blev ikke genvalgt til Inatsisartut ved parlamentsvalget i 2025.